# Elizabeth (Virgínia Ocidental)
Elizabeth é uma cidade  localizada no estado norte-americano de Virgínia Ocidental, no Condado de Wirt.

## Demografia
Segundo o censo norte-americano de 2000, a sua população era de 994 habitantes.
Em 2006, foi estimada uma população de 976, um decréscimo de 18 (-1.8%).

## Geografia
De acordo com o United States Census Bureau tem uma área de
1,4 km², dos quais 1,2 km² cobertos por terra e 0,2 km² cobertos por água. Elizabeth localiza-se a aproximadamente 208 m acima do nível do mar.

## Localidades na vizinhança
O diagrama seguinte representa as localidades num raio de 28 km ao redor de Elizabeth.